# Université des beaux-arts de Hô Chi Minh-Ville
L'université des beaux-arts d’Hô Chi Minh-Ville est une université située dans l'arrondissement Binh Thanh, à Hô Chi Minh-Ville au Viêt Nam. 
Elle est sous la tutelle du Ministère de la Culture, des Sports et du Tourisme (en).

## Historique
En 1913,  André Joyeux fonde l'école de dessin. 
En 1940, celle ci est renommée École des Arts appliqués de Gia Đinh jusqu'en 1971.
Sous l'administration de la République du Viêt Nam (Viêt Nam du sud de 1956 à 1975), l'école devient l'université de Saïgon des beaux-arts. 
L'université des beaux-arts d’Hô Chi Minh-Ville existe sous sa forme actuelle depuis 1981.